# NGC 1584
NGC 1584 је елиптична галаксија у сазвежђу Еридан која се налази на NGC листи објеката дубоког неба.
Деклинација објекта је - 17° 31' 26" а ректасцензија 4h 28m 10,2s. Привидна величина (магнитуда) објекта NGC 1584 износи 14,0 а фотографска магнитуда 15,0. NGC 1584 је још познат и под ознакама ESO 551-6, NPM1G -17.0161, PGC 15180.